# خمش‌ها
خمش‌ها (به انگلیسی: The Bends) نام دومین آلبوم گروه آلترنیتیو راک انگلیسی ریدیوهد است که در سیزدهم مارس ۱۹۹۵ منتشر شد. بیماری تراکم زدائی در استودیوهای ای‌ام‌آی ضبط شد و نایجل گودریچ مهندسی صدای آلبوم را بر عهده داشت. بعد از این آلبوم گودریچ تهیه‌کننده تمامی آلبوم‌های بعدی گروه بود. بیماری تراکم زدائی شروعی بود برای ردیوهد به سمت استفاده بیشتر از کیبورد. برخلاف پابلو هانی که تأثیر زیادی از موسیقی گرانج گرفته بود بیماری تراکم زدائی آلبومی چند لایه‌تر و مفهومی‌تر بود که ترانه‌های مرموزتری هم داشت. روح خیابان (محو شدن) که آخرین قطعه آلبوم بود اولین تک‌آهنگ ردیوهد بود که در میان پنج آهنگ بریتانیا قرار گرفت.
آلبوم با واکنش‌های مثبت‌تری نسبت به پابلو هانی مواجه شد و در چارت آلبوم بریتانیا در رتبه چهارم قرار گرفت. با این وجود هیچ‌یک از آهنگ‌های آلبوم نتوانستند موفقیت خزش را خارج از بریتانیا تکرار کنند و آلبوم در چارت آمریکا به رتبه ۸۸ رسید. در طول سال‌های بعد از انتشار آلبوم، بیماری تراکم زدائی بارها و بارها در لیست آلبوم‌های برتر شنوندگان و منتقدان قرار گرفته است.

## لیست آهنگ‌ها
همه آهنگ‌ها توسط ردیوهد نوشته شده‌اند:
| شماره | نام                          | مدت  |
| ----- | ---------------------------- | ---- |
| ۱.    | «سیاره تلکس»                 | ۴:۱۹ |
| ۲.    | «The Bends»                  | ۴:۰۶ |
| ۳.    | «وامانده»                    | ۴:۱۷ |
| ۴.    | «درختان پلاستیکی جعلی»       | ۴:۵۰ |
| ۵.    | «Bones»                      | ۳:۰۹ |
| ۶.    | «(Nice Dream)»               | ۳:۵۳ |
| ۷.    | «فقط»                        | ۳:۵۴ |
| ۸.    | «ریه آهنی من»                | ۴:۳۶ |
| ۹.    | «Bullet Proof..I Wish I Was» | ۳:۲۸ |
| ۱۰.   | «Black Star»                 | ۴:۰۷ |
| ۱۱.   | «Sulk»                       | ۳:۴۲ |
| ۱۲.   | «روح خیابان (محو شدن)»       | ۴:۱۲ |

## نوازنده‌ها
- تام یورک - وکال، گیتار، پیانو
- جانی گرینوود - گیتار، سینثی‌سایزر
- اد اوبراین - گیتار، صدای پشت
- کالین گرینوود - گیتار بیس
- فیل سلوی - درام

## جدول‌ها
| جدول (۱۹۹۵)                   | رتبه |
| ----------------------------- | ---- |
| جدول موسیقی آلبوم‌های بریتانیا | ۴    |
| بیلبورد ۲۰۰                   | ۸۸   |
| کانادا                        | ۲۱   |